# Monte Trus Madi
Il monte Trus Madi o Trusmadi (in malese Gunung Trusmadi) è una montagna che sorge nello stato di Sabah, Malaysia.
Con una altezza di 2642 m è la seconda vetta più alta del Borneo dopo il Monte Kinabalu.